# Bernadett Zágor
 (juin 2024).
Si vous disposez d'ouvrages ou d'articles de référence ou si vous connaissez des sites web de qualité traitant du thème abordé ici, merci de compléter l'article en donnant les références utiles à sa vérifiabilité et en les liant à la section « Notes et références ».
Bernadett Zágor, née le 31 janvier 1990 à Veszprém en Hongrie, est une footballeuse internationale hongroise qui joue au poste de attaquante dans le club autrichien du SKN Sankt Pölten.

## Biographie

### En club
Bernadett Zágor commence le football dans des clubs hongrois locaux, puis s'engage en 2008 avec l'un des principaux clubs hongrois, le Ferencváros TC. Elle y reste trois saisons, puis joue également trois saisons au MTK Hungária FC.
Elle joue ensuite six mois en Roumanie au FCM Târgu Mureş durant l'année 2014, puis revient au Ferencváros où elle joue encore trois saisons.
Depuis 2017, elle joue en Autriche dans le club le plus performant du pays : le SKN Sankt Pölten, où elle remporte de nombreux titres.

### En équipe nationale
Après quelques matchs avec les U19 hongrois, elle est sélectionnée dès 2009 avec l'Équipe de Hongrie féminine de football et y joue régulièrement.